# Neoserica abnormis
Neoserica abnormis är en skalbaggsart som beskrevs av Moser 1908. Neoserica abnormis ingår i släktet Neoserica och familjen Melolonthidae. Inga underarter finns listade i Catalogue of Life.